# Puente de las Delicias (Sevilla)
El puente de las Delicias está situado en Sevilla (Andalucía, España) y cruza el río Guadalquivir.

## Localización
Se localiza entre el puente de los Remedios y el puente del Centenario. Cruza el río desde la avenida Cardenal Bueno Monreal (por la que el puente se prolonga) hasta la avenida Juan Pablo II.

## Historia
Fue diseñado por los ingenieros de caminos españoles Leonardo Fernández Troyano y Javier Manterola Armisen en el marco de la preparación de la Exposición Universal de Sevilla de 1992.
Fue construido entre 1988 y 1990 por la empresa Dragados y la compañía Construcciones S.A. Su fin era el de reemplazar al puente de Alfonso XIII, de 1929, que, pese a ser un exponente de la arquitectura del hierro, se mantuvo junto a él sin uso un par de años para ser posteriormente retirado a una explanada de los terrenos del puerto. El nuevo puente era más funcional y moderno que el de los años 1920.
El puente de 1990 va en paralelo a un puente ferroviario también levadizo, usado por el puerto para el transporte de mercancías, que se construyó como parte del mismo proyecto.
El puente debe su nombre a la proximidad del mismo al Paseo de las Delicias y a los Jardines de las Delicias, situados en la orilla este del río.
El Paseo de las Delicias, al norte del puente, discurre en paralelo a un muelle del mismo nombre, donde atracan cruceros turísticos de gran calado. Esto, unido al muelle del Club Náutico que se encuentra en la otra orilla, favoreció que la infraestructura se realizara como un puente levadizo.
Los puentes están sostenidos por dos pilares blancos de baja altura y con un diseño similar al de una barca, para rememorar el antiguo puente de barcas de Triana.